# Виринниця гачкувата
Виринниця гачкувата (Callitriche hamulata) — вид трав'янистих рослин родини подорожникові (Plantaginaceae), поширений в Європі й Гренландії. Етимологія: лат. hamus — «гачок», лат. ulus — зменшувальний суфікс, лат. atus — прикметниковий суфікс

## Опис
Здебільшого однорічна рослина, завдовжки до 100 см. Стебла (0.3)0.4–0.7 мм в діаметрі, зеленого або жовтувато-зеленого кольору. Приквітки серпоподібні або напів-серпоподібні, 1×0.3 мм, напівпрозорі, білуваті, на верхівці гачкувато загнуті. Вид має довгі, паралельносторонні, занурені листки 25–50 × 0.5–1 мм і крихітні непримітні зелені квіти та плоди. Плоди сидячі, майже округлі, 1.4–1.5 × 1.3–1.5 мм.

## Поширення
Вид європейський широко-помірний (Австрія, Ліхтенштейн, Бельгія, Люксембург, Велика Британія, Болгарія, Чехія, Данія, Фарерські острови, Фінляндія, Франція, Німеччина, Ірландія, Швейцарія, Нідерланди, Ісландія, Італія, Норвегія, Польща, Румунія, Швеція); також зустрічається в Ґренландії, і як іноземець в Австралії. Росте в межах або поблизу ставків, канав, у струмках і річках, у стоячій, повільно рухомій і проточній воді, особливо в кислих водах (у т. ч. глибоких).
В Україні зростає у водоймах лівобережного лісостепу (передмістя Харкова).

## Галерея

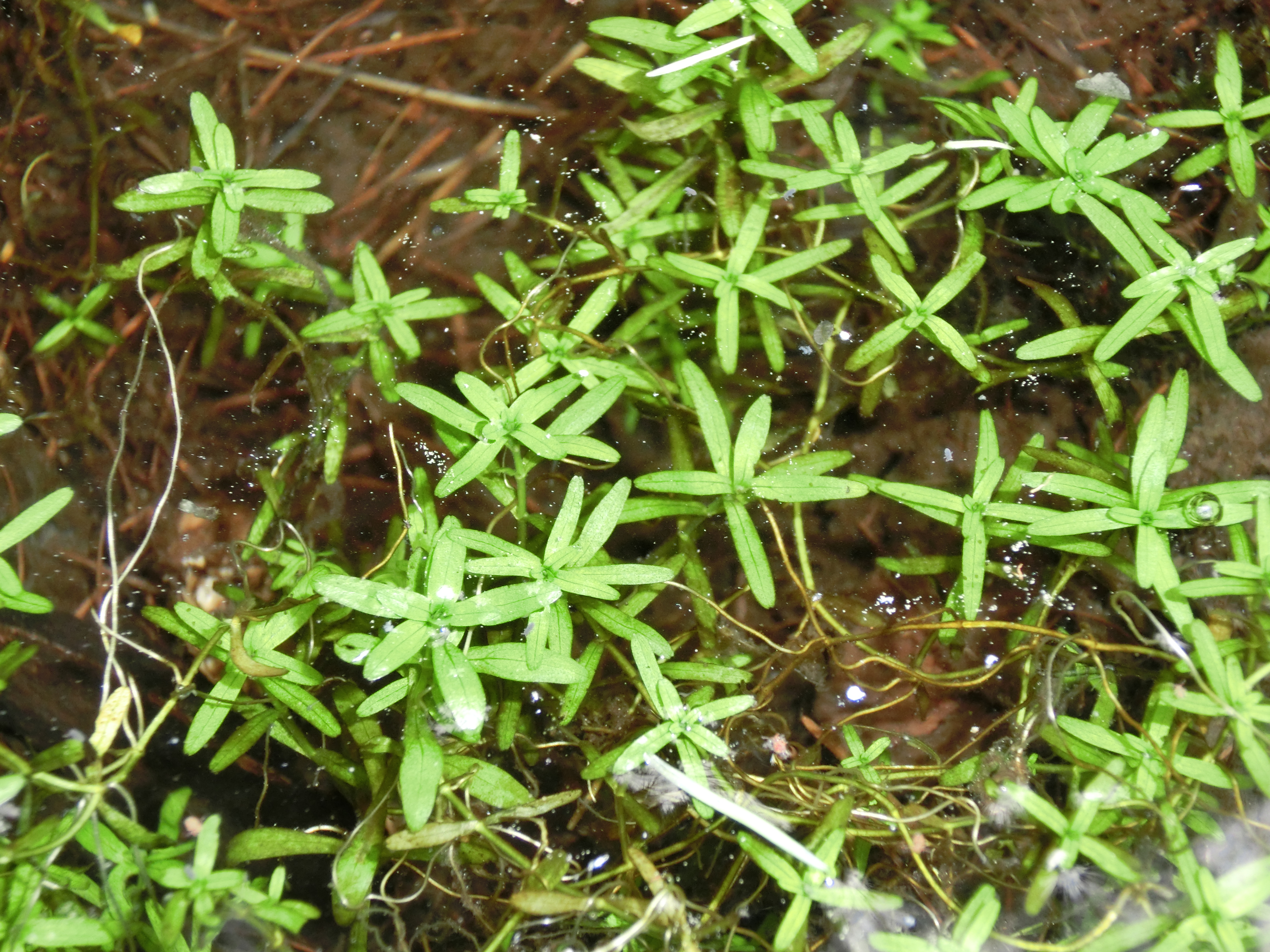
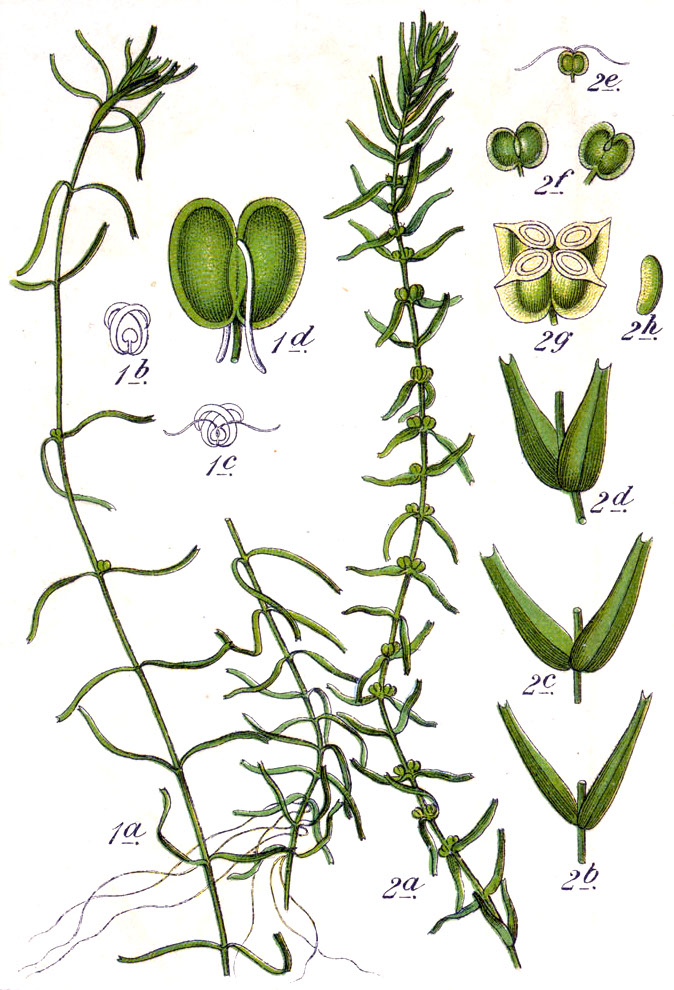